# Nikema Williams
Nikema Natassha Williams (ur. 30 lipca 1978 w Smiths Station) – amerykańska polityczka, członkini Partii Demokratycznej.

## Działalność polityczna
Od 2015 zasiadała w stanowym Senacie Georgii, a następnie od 3 stycznia 2021 jest przedstawicielką 5. okręgu wyborczego w stanie Georgia w Izbie Reprezentantów Stanów Zjednoczonych.